# Cdrdao
Cdrdao è un programma open source per la masterizzazione e il ripping di CD-ROM e DVD-ROM. Il programma è distribuito con licenza GNU GPL. Cdrdao memorizza audio e dati in modalità DAO (Disc At Once) mode sulla base di una descrizione testuale dei contenuti del CD. Il programma si utilizza tramite riga di comando, ed è privo di interfaccia grafica.
Cdrdao gira su varie piattaforme: attualmente funziona sotto FreeBSD, Irix, Linux, Solaris, HP-UX, Microsoft Windows, OS/2, Unixware, e macOS.
Exact Audio Copy e K3b sono programmi che si appoggiano a Cdrdao per sfruttarne la funzionalità di masterizzazione.